# Broadcasting (informatica)
Nelle reti di calcolatori, il termine broadcast indica una modalità di instradamento per la quale un pacchetto dati inviato ad un indirizzo particolare (detto appunto di broadcast) verrà consegnato a tutti i computer collegati alla rete (ad esempio, tutti quelli su un segmento di rete ethernet, o tutti quelli di una sottorete IP).

## Descrizione
Un pacchetto destinato ad un solo computer è detto unicast, uno destinato a molti è detto multicast, uno destinato ad uno qualunque di un gruppo anycast.
Per via dei costi gli indirizzamenti broadcast non sono consentiti a livello globale (Internet) per ovvi motivi di congestione e sicurezza, ma risultano vincolati nell'ambito di una rete locale.
Il broadcast può essere eseguito su diversi livelli del modello OSI. A livello datalink (2º Livello) l'invio del pacchetto o richiesta viene eseguito sfruttando il MAC Address (indirizzo Fisico) impostandolo al suo valore più alto (FF:FF:FF:FF:FF:FF). A livello Network (3º Livello) l'invio del pacchetto o richiesta viene eseguita sfruttando l'IP (indirizzo logico) impostandolo sempre al suo valore più alto facendo attenzione alla relativa subnet di appartenenza.
Si definisce broadcast, in generale, la spedizione contemporanea della stessa informazione a più nodi di arrivo contemporaneamente. 
Si chiama broadcasting l'utilizzo di questo metodo di comunicazione.
Un sistema definito broadcast consente l'elaborazione e l'invio di pacchetti di dati che, grazie all'inserimento di un codice speciale nel campo indirizzo, può essere ricevuto da tutti i computer contemporaneamente collegati, invece che da uno solo. Nel caso di un funzionamento di questo tipo si è soliti dire che il dispositivo di rete opera in broadcasting.